# Dobrich Challenger II 2024 - Doppio
Il doppio del torneo di tennis professionistico Dobrich Challenger II 2024, facente parte della categoria Challenger 50 nell'ambito dell'ATP Challenger Tour 2024, si è giocato dal 9 al 15 settembre a Dobrič, in Bulgaria. Tra le coppie partecipanti erano presenti Alexander Merino e Christoph Negritu, i detentori del titolo ma sono stati eliminati ai quarti di finale.
In finale Liam Draxl e Cleeve Harper hanno sconfitto Francesco Maestrelli e Filippo Romano con il punteggio di 6–1, 3–6, [12–10].

## Teste di serie
1. Benjamin Lock /  Courtney John Lock (quarti di finale)
2. Alexander Donski /  Anthony Genov (primo turno)

1. Alexander Merino /  Christoph Negritu (quarti di finale)
2. Liam Draxl /  Cleeve Harper (campioni)

## Wildcard
1. Dinko Dinev /  Dominik Kellovský (primo turno)

1. Georgi Georgiev /  Viktor Kirov (primo turno)

## Tabellone

### Legenda
| - Q = Qualificato - WC = Wild card - LL = Lucky loser | - ALT = Alternate - SE = Special Exempt - PR = Protected Ranking | - w/o = Walkover - r = Ritirato - d = Squalificato |

|  | Primo turno | Primo turno                         | Primo turno                     | Primo turno   | Primo turno   |  |  | Quarti di finale | Quarti di finale                    | Quarti di finale                    | Quarti di finale                    | Quarti di finale                    |                  |     | Semifinali | Semifinali                  | Semifinali                  | Semifinali                          | Semifinali |   |      | Finale | Finale | Finale | Finale | Finale |  |
|  |             |                                     |                                 |               |               |  |  |                  |                                     |                                     |                                     |                                     |                  |     |            |                             |                             |                                     |            |   |      |        |        |        |        |        |  |
|  | 1           | B Lock C Lock                       | B Lock C Lock                   | B Lock C Lock | B Lock C Lock |  |  |                  |                                     |                                     |                                     |                                     |                  |     |            |                             |                             |                                     |            |   |      |        |        |        |        |        |  |
|  |             | Bye                                 | Bye                             | Bye           | Bye           |  |  | 1                | B Lock C Lock                       | B Lock C Lock                       | 5                                   | 4                                   |                  |     |            |                             |                             |                                     |            |   |      |        |        |        |        |        |  |
|  |             | F Ferreira Silva L Giustino         | F Ferreira Silva L Giustino     | 6             | 6             |  |  |                  | F Ferreira Silva L Giustino         | F Ferreira Silva L Giustino         | 7                                   | 6                                   |                  |     |            |                             |                             |                                     |            |   |      |        |        |        |        |        |  |
|  | WC          | G Georgiev V Kirov                  | G Georgiev V Kirov              | 3             | 3             |  |  |                  |                                     |                                     |                                     |                                     |                  |     |            | F Ferreira Silva L Giustino | F Ferreira Silva L Giustino | F Ferreira Silva L Giustino         |            |   |      |        |        |        |        |        |  |
|  | 4           | L Draxl C Harper                    | L Draxl C Harper                | 6             | 6             |  |  |                  |                                     | 4                                   | L Draxl C Harper                    | L Draxl C Harper                    | L Draxl C Harper | w/o |            |                             |                             |                                     |            |   |      |        |        |        |        |        |  |
|  |             | J Forejtek J Nicod                  | J Forejtek J Nicod              | 1             | 4             |  |  | 4                | L Draxl C Harper                    | L Draxl C Harper                    | 6                                   | 79                                  |                  |     |            |                             |                             |                                     |            |   |      |        |        |        |        |        |  |
|  | WC          | D Dinev D Kellovský                 | D Dinev D Kellovský             | 4             | 4             |  |  |                  | F Duda D Poljak                     | F Duda D Poljak                     | 3                                   | 67                                  |                  |     |            |                             |                             |                                     |            |   |      |        |        |        |        |        |  |
|  |             | F Duda D Poljak                     | F Duda D Poljak                 | 6             | 6             |  |  |                  |                                     |                                     |                                     |                                     |                  |     | 4          | Liam Draxl Cleeve Harper    | 6                           | 3                                   | [12]       |   |      |        |        |        |        |        |  |
|  |             | V Royer R Strombachs                | V Royer R Strombachs            | 4             | 3             |  |  |                  |                                     |                                     |                                     |                                     |                  |     |            |                             |                             | Francesco Maestrelli Filippo Romano | 1          | 6 | [10] |        |        |        |        |        |  |
|  |             | F Maestrelli F Romano               | F Maestrelli F Romano           | 6             | 6             |  |  |                  | F Maestrelli F Romano               | F Maestrelli F Romano               | 7                                   | 6                                   |                  |     |            |                             |                             |                                     |            |   |      |        |        |        |        |        |  |
|  |             | M Alcalá Gurri À Martí Pujolràs     | M Alcalá Gurri À Martí Pujolràs | 2             | 1             |  |  | 3                | A Merino C Negritu                  | A Merino C Negritu                  | 5                                   | 3                                   |                  |     |            |                             |                             |                                     |            |   |      |        |        |        |        |        |  |
|  | 3           | A Merino C Negritu                  | A Merino C Negritu              | 6             | 6             |  |  |                  |                                     |                                     |                                     |                                     |                  |     |            | F Maestrelli F Romano       | F Maestrelli F Romano       | 6                                   | 7          |   |      |        |        |        |        |        |  |
|  |             | D Jordà Sanchis N Sánchez Izquierdo | 6                               | 0             |               |  |  |                  |                                     |                                     | D Jordà Sanchis N Sánchez Izquierdo | D Jordà Sanchis N Sánchez Izquierdo | 3                | 5   |            |                             |                             |                                     |            |   |      |        |        |        |        |        |  |
|  |             | G den Ouden J Sels                  | 4                               | 3             | r             |  |  |                  | D Jordà Sanchis N Sánchez Izquierdo | D Jordà Sanchis N Sánchez Izquierdo | 6                                   | 7                                   |                  |     |            |                             |                             |                                     |            |   |      |        |        |        |        |        |  |
|  |             | C Denolly L Pavlovic                | C Denolly L Pavlovic            | 6             | 6             |  |  |                  | C Denolly L Pavlovic                | C Denolly L Pavlovic                | 2                                   | 5                                   |                  |     |            |                             |                             |                                     |            |   |      |        |        |        |        |        |  |
|  | 2           | A Donski A Genov                    | A Donski A Genov                | 4             | 2             |  |  |                  |                                     |                                     |                                     |                                     |                  |     |            |                             |                             |                                     |            |   |      |        |        |        |        |        |  |